# 滴道站
滴道站，位于中华人民共和国黑龙江省鸡西市滴道区，是林东铁路上的火车站，建于1943年，由哈尔滨铁路局管辖。

## 車站周邊
- 天华高中
- 滴道区就业局
- 滴道区电子商务创业园
- 中国邮政储蓄银行滴道支行
- 中国联通滴道营业厅
- 滴道区人力资源和社会保障局
- 滴道区人民政府信访局
- 中国邮政储蓄银行滴道城东营业所
- 中国工商银行滴道光华支行
- 中国农业银行滴道支行
- 滴道区人民医院

## 歷史
- 建于1943年。

## 外部連結
- 中国铁路客户服务中心 （页面存档备份，存于）